# Rai Gulp
Rai Gulp è un canale televisivo tematico italiano gratuito appartenente alla Rai, disponibile nella televisione digitale terrestre per le zone coperte dal RAI Mux A e nella televisione digitale satellitare. La programmazione è dedicata a un pubblico giovane, nella fascia d'età compresa tra i 6 e i 14 anni. La coordinazione del canale è gestita dalla struttura Rai Kids, la quale si occupa anche del canale Rai Yoyo.

## Storia
Il canale televisivo Rai Gulp è nato il 1º giugno 2007 sulle frequenze di Rai Doc e Rai Futura, chiuse poco prima del suo lancio.
Dal 2009, in seguito alla chiusura del canale satellitare RaiSat Smash Girls, alcuni programmi che andavano in onda su quel canale sono presenti nel palinsesto di Rai Gulp.
Dal 2010 lo speaker ufficiale di Rai Gulp è il doppiatore Emanuele Ruzza. Dal 27 aprile 2010 la programmazione del canale è coordinata dalla struttura Rai Ragazzi. Dall'autunno 2010 il canale cambia lievemente aspetto (per esempio nei promo e nei bumper) e modifica il target di utenza nella fascia che va dai 6 ai 14 anni. Vengono aggiunti nuovi cartoni, fiction per ragazzi e altri prodotti.
Dal 16 luglio 2012 il canale rinnova ancora una volta i bumper.
Dal 13 dicembre 2016 il canale trasmette i cartoni più datati con formato 4:3 nel formato panoramico 16:9 pillarbox, così come Rai Yoyo, oltre a tutti gli altri canali Rai del digitale terrestre.
Dal 4 gennaio 2017 il canale è visibile in alta definizione su Tivùsat.
Il 10 aprile 2017 il canale rinnova logo e grafica in contemporanea agli altri canali Rai.
Il 14 aprile 2017 Luca Milano sostituisce Massimo Liofredi alla direzione di Rai Gulp e Rai Yoyo.
Dal luglio 2020, così come è accaduto su Rai Yoyo dal 2019, Rai Gulp non ha più un proprio sito ma è visibile in streaming su RaiPlay.
Dal 20 ottobre 2021, la versione in definizione standard sul digitale terrestre passa alla codifica MPEG-4 rimanendo visibile solo su dispositivi HD.
Il 14 dicembre 2021, in seguito ad una riorganizzazione delle frequenze, viene eliminata la versione SD dal satellite, rimanendo disponibile solo in HD. Grazie a ciò, il canale diventa visibile in chiaro.

## Altre versioni

### Rai Gulp +1
Dal 19 gennaio 2009 al 18 maggio 2010, esclusivamente sul digitale terrestre e nelle aree d'Italia dove si è già compiuto lo switch-off della televisione analogica terrestre, è stata disponibile anche la versione timeshift +1 del canale, che trasmetteva la stessa programmazione di Rai Gulp ritardata di un'ora; è stato chiuso a una distanza di 1 anno e 4 mesi dalla nascita.

### Rai Gulp HD
È la versione in alta definizione di Rai Gulp, disponibile dal 4 gennaio 2017 sul canale 42 di Tivùsat, sul canale 807 di Sky Italia, su RaiPlay dal 2019 e dal 16 marzo 2023 in HbbTV sul canale 542 del digitale terrestre.

## Palinsesto
Nel palinsesto di Rai Gulp vengono proposti vari generi, dalle serie animate alle live action, dai magazine ai documentari, fino ai film la domenica sera. Vengono principalmente trasmesse serie animate europee, come Huntik - Secrets & Seekers, L'isola di Noè, Leonardo, Cocco Bill, Pitt & Kantrop, Geronimo Stilton, Paf il cane, Mia and Me ed altre.
Fino all'estate 2009 non erano mai stati trasmessi anime; i primi sono stati Romeo × Juliet e ARIA. In seguito sono arrivate serie come Pretty Cure, serie storiche come Il Tulipano Nero, Mimì e la nazionale di pallavolo, Il grande sogno di Maya, D'Artagnan e i moschettieri del re o serie in prima visione come Deltora Quest e Capeta.
Nell'ottobre del 2010 è stato stipulato un accordo tra Rai e Nickelodeon, così su Rai Gulp approdano Avatar - La leggenda di Aang.
Nell'ottobre 2013 viene trasmessa la serie Digimon Fusion Battles rimasta incompleta su Rai 2. Durante le festività 2013 vengono trasmessi anche alcuni film della Disney e Sony Pictures.
Il 15 novembre 2014 è stato trasmesso lo Junior Eurovision Song Contest, concorso canoro nel quale l'Italia ha debuttato con la vittoria, ottenendo 151.000 spettatori e lo 0,65% di share.
Il 28 febbraio 2015 Rai Gulp ha trasmesso una manifestazione internazionale con grandi artisti e performance musicali di alto livello, il BRIT Awards 2015.

### Serie animate
- 101 Dalmatian Street
- 6teen
- Acquanauti
- Aria
- Arthur e i Minimei
- Artù e gli amici della Tavola Rotonda
- Atchoo!
- Atomic Betty
- Avatar - La leggenda di Aang
- Avengers Assemble
- Baby Boss: Di nuovo in affari
- Bat Pat
- Battle Spirits - Sword Eyes
- Belle e Sebastien
- Berry Bees
- Bu-Bum! La strada verso casa
- Capeta
- Code Lyoko (st. 2-4)
- Codice Angelo
- Cosmic Cowboys
- Deltora Quest
- Dennis and Gnasher scatenati
- Di-Gata Defenders
- Digimon Fusion Battles
- Dragonero - I Paladini
- DuckTales
- Elena di Avalor
- Extreme Football
- Flatmania
- Geronimo Stilton
- Gormiti
- Gino il Pollo - Perso nella Rete
- H2O - Avventure da sirene
- Heidi
- I grandi classici di Gino il pollo[senza fonte]
- I pirati della porta accanto
- Il destino delle Tartarughe Ninja
- Il gatto di Frankenstein
- Il mio amico Rocket
- Inazuma Eleven GO
- Inazuma Eleven GO Chrono Stones
- Inazuma Eleven GO: Galaxy
- Inazuma Eleven Ares
- Indomite
- Iron Man: Armored Adventures
- Jumanji
- Kid Lucky
- Kung-Foot: la squadra delle meraviglie
- Kung Fu Panda - Le zampe del destino
- L'isola del tesoro
- La leggenda di Enyo
- La leggenda di Korra[7]
- Leo da Vinci
- Le avventure di Tom Sawyer
- Le epiche avventure di Capitan Mutanda
- Le nuove avventure di Nanoboy
- Le nuove avventure di Peter Pan
- Linkers
- Lost in Oz
- Lupo[8]
- Marblegen
- Marco e Star contro le forze del male
- Max & Maestro
- Mia and Me (st. 2-4)
- Mini Ninjas
- Mix Master
- Monster Buster Club
- OPS - Orrendi per sempre
- Paf il cane
- Peanuts
- Pitt & Kantrop
- Pop Secret
- Sailor Moon Crystal
- Pumpkin Reports
- Ragazze dell'Olimpo
- Randy - Un Ninja in classe[9]
- Rapunzel - La serie
- Rat-Man
- Regal Academy
- Red Caps
- Robin Hood - Alla conquista di Sherwood
- Rock Your Style: Avventure Missionarie[senza fonte]
- Ruby Gloom
- Scream Street
- Skunk Fu!
- Spider-Man
- Spike Team (st. 2)
- Star Key
- Star Wars Rebels
- Sweesters: Virtual Room
- Thunderbirds Are Go
- Tutti pazzi per Moose
- Vita da giungla: alla riscossa! (st. 3)[10]
- Winx Club (st. 6-7)
- Wolverine e gli X-Men
- World of Winx
- Zorro - La leggenda

### Serie TV
- 11-11: En mi cuadra nada cuadra
- A casa di Raven
- Alex & Co
- Amika
- Anubis (st. 3)
- Appuntamento al tubo
- Austin & Ally
- Backstage
- Bia
- Big Time Rush
- Binny e il fantasma[senza fonte]
- Buck
- Cercami a Parigi
- Club 57
- Crush - La storia di Stella
- Crush - La storia di Tamina
- Crush - La storia di Diego
- Code Lyoko - Evolution
- Coop & Cami: A voi la scelta
- Dance Academy (st. 3)
- Diggers
- Dinosapien
- Double Trouble[11]
- El refugio
- Effetto Giò
- Galis Summer Camp
- Game On
- Ginevra Jones
- Grachi
- Grand Star
- Grani di pepe
- Hank Zipzer - Fuori dalle righe
- Heidi Bienvenida
- Hotel 13
- I Dream
- I fantasmi di casa Hathaway
- Il mistero di Campus 12
- Jamie Johnson
- Jams
- Le avventure di Sarah Jane
- Le isole dei pirati
- Le sorelle fantasma
- Life with Boys
- Lola & Virginia
- Lucas Etc
- Maggie & Bianca Fashion Friends
- Maghi contro alieni
- Malhação
- Marta & Eva
- Naturalmente Sadie!
- Patatine fritte
- Penny on M.A.R.S.
- POV - I primi anni
- Que Talento!
- Rebelde Way
- Sara e Marti
- School Hacks
- Seven and Me
- Snow Black
- So Random![senza fonte]
- Somos tú y yo
- Somos tú y yo, un nuevo día
- Soy Luna
- Split
- Spooksville
- Sueña conmigo
- Talent High School - Il sogno di Sofia
- The Athena[12]
- The Avatars
- The Italian Diary
- Violetta
- Wolfblood - Sangue di lupo[senza fonte]
- Gormiti - The New Era

### Programmi
- #Explorers
- Amazing World
- Ciak Gulp
- Edugame
- Festival della canzone europea dei bambini[senza fonte]
- GoWild - Animali in città[13]
- Green Meteo
- Gulp Cinema
- Gulp Forward[senza fonte]
- Gulp Girl
- Gulp Magic
- Gulp Mistery
- Gulp Music
- Gulp Odeon
- Happy Dance
- Il campo avventura di Bindi
- Il diario di Bindi[senza fonte]
- Junior Eurovision Song Contest (2014-2021)
- La Banda dei FuoriClasse
- La TV Ribelle
- LOL :-)[senza fonte]
- Mega Gulp[senza fonte]
- Missione Spazio
- Missione Spazio Reloaded
- Music Gate
- Music Planet
- Next Tv
- Non è magia
- Pausa Posta
- Parole di Pace, Parole di Guerra
- Radio Teen
- Ricette a colori
- Rob-O-Cod
- School Rocks
- Snap
- Space to Ground - Guida per viaggiatori galattici
- Sport Stories
- Stelle domani
- Teen Voyager
- Tiggì Gulp
- Too Gulp
- Top Music
- Versus - Generazione di campioni

## Orari delle trasmissioni
Per il primo mese il canale prevedeva una programmazione limitata, non trasmettendo la sera. Dal 1º luglio 2007 la programmazione fu rimandata fino alle ore 23. Dal 22 settembre 2008 Rai Gulp posticipò la fine delle trasmissioni a mezzanotte. Dal 18 maggio 2010 trasmette 24 ore su 24.

## Ascolti

### Share mensile di Rai Gulp
Dati Auditel relativi al giorno medio mensile sul target individui 4+.
| Anno | Gen   | Feb   | Mar   | Apr   | Mag   | Giu   | Lug   | Ago   | Set   | Ott   | Nov   | Dic   | Media anno |
| ---- | ----- | ----- | ----- | ----- | ----- | ----- | ----- | ----- | ----- | ----- | ----- | ----- | ---------- |
| 2010 | 0,23% | 0,25% | 1,92% | 1,82% | 0,29% | 0,35% | 0,35% | 0,25% | 0,31% | 0,19% | 0,17% | 0,23% | 0,53%      |
| 2011 | 0,25% | 0,26% | 0,24% | 0,21% | 0,19% | 0,27% | 0,31% | 0,32% | 0,25% | 0,21% | 0,22% | 0,21% | 0,25%      |
| 2012 | 0,17% | 0,22% | 0,26% | 0,28% | 0,23% | 0,40% | 0,53% | 0,49% | 0,51% | 0,33% | 0,33% | 0,32% | 0,34%      |
| 2013 | 0,39% | 0,39% | 0,34% | 0,40% | 0,40% | 0,44% | 0,47% | 0,41% | 0,42% | 0,38% | 0,40% | 0,39% | 0,40%      |
| 2014 | 0,45% | 0,51% | 0,57% | 0,62% | 0,61% | 0,68% | 0,65% | 0,68% | 0,60% | 0,51% | 0,51% | 0,48% | 0,57%      |
| 2015 | 0,45% | 0,53% | 0,46% | 0,50% | 0,49% | 0,66% | 0,77% | 0,98% | 0,92% | 0,63% | 0,67% | 0,63% | 0,63%      |
| 2016 | 0,47% | 0,51% | 0,60% | 0,57% | 0,58% | 0,69% | 0,56% | 0,60% | 0,64% | 0,49% | 0,46% | 0,50% | 0,55%      |
| 2017 | 0,43% | 0,49% | 0,50% | 0,55% | 0,47% | 0,54% | 0,51% | 0,49% | 0,50% | 0,42% | 0,39% | 0,41% | 0,47%      |
| 2018 | 0,37% | 0,32% | 0,33% | 0,38% | 0,35% | 0,44% | 0,43% | 0,40% | 0,36% | 0,30% | 0,28% | 0,28% | 0,35%      |
| 2019 | 0,29% | 0,29% | 0,32% | 0,30% | 0,22% | 0,29% | 0,34% | 0,35% | 0,33% | 0,28% | 0,24% | 0,26% | 0,29%      |
| 2020 | 0,26% | 0,31% | 0,41% | 0,37% | 0,28% | 0,35% | 0,41% | 0,28% | 0,28% | 0,26% | 0,25% | 0,22% | 0,31%      |
| 2021 | 0,19% | 0,17% | 0,19% | 0,25% | 0,17% | 0,20% | 0,23% | 0,25% | 0,21% | 0,12% | 0,13% | 0,12% | 0,18%      |
| 2022 | 0,16% | 0,18% | 0,16% | 0,16% | 0,15% | 0,17% | 0,25% | 0,24% | 0,18% | 0,14% | 0,13% | 0,16% | 0,17%      |
| 2023 | 0,13% | 0,10% | 0,13% | 0,13% | 0,13% | 0,19% | 0,20% | 0,20% | 0,17% | 0,13% | 0,14% | 0,16% | 0,15%      |
| 2024 | 0,11% | 0,08% | 0,11% | 0,11% | 0,12% | 0,15% | 0,14% | 0,20% | 0,16% | 0,14% | 0,14% | 0,14% | 0,13%      |
| 2025 | 0,10% | 0,11% | 0,13% | 0,10% | 0,10% | 0,17% |       |       |       |       |       |       |            |

## Loghi

1º giugno 2007 - 14 giugno 2009
15 giugno 2009 - 17 maggio 2010
18 maggio 2010 - 9 aprile 2017
In uso dal 10 aprile 2017
Logo della Versione HD Utilizzato dal 4 gennaio 2017 al 10 aprile 2017
Logo della Versione HD In uso dal 10 aprile 2017